# Bozenhoven
Het waterschap Bozenhoven was een klein waterschap in de Nederlandse provincie Utrecht in de gemeente Mijdrecht. Het waterschap is in 1868 opgegaan in het Grootwaterschap de Ring der Ronde Venen.